# Hirmoneura obscura
Hirmoneura obscura is een vliegensoort uit de familie van de Nemestrinidae. De wetenschappelijke naam van de soort is voor het eerst geldig gepubliceerd in 1820 door Wiedemann in Meigen.